# Grand Lisboa
Grand Lisboa est un gratte-ciel de 261 mètres de hauteur et de 47 étages, construit à Macao en Chine de 2006 à 2008. Le complexe a coûté 385 millions de dollars, une somme  considérable pour un gratte-ciel. Il comprend 650 chambres d'hôtel ainsi qu'un important casino, et est détenu par l'entreprise Sociedade de Turismo e Diversões de Macau (STDM) de Stanley Ho. La surface de plancher est de 136 000 m2.
L'architecte est l'agence de Hong Kong DLN Architects qui est l'un des plus importants concepteurs de gratte-ciel du monde. L'immeuble de conception très originale a été conçu pour ressembler à une fleur de lotus. Le podium est composé d'une sphère de 8 étages comprenant un casino et un restaurant. Il a été inauguré en 2006.
En 2024, c'était l'un des plus haut gratte-ciel de Macao.

## Galerie

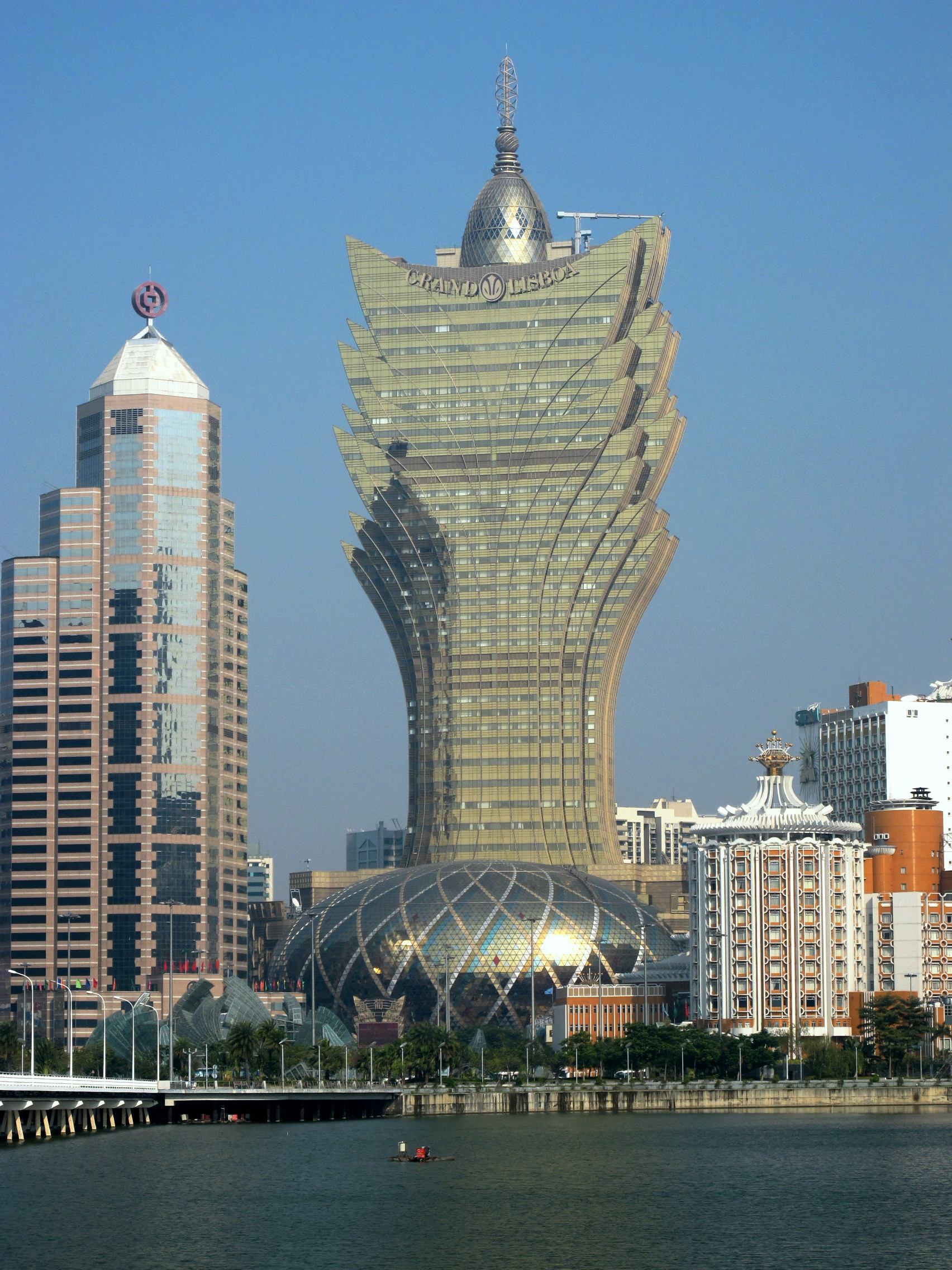
Vue panoramique de l'hôtel.
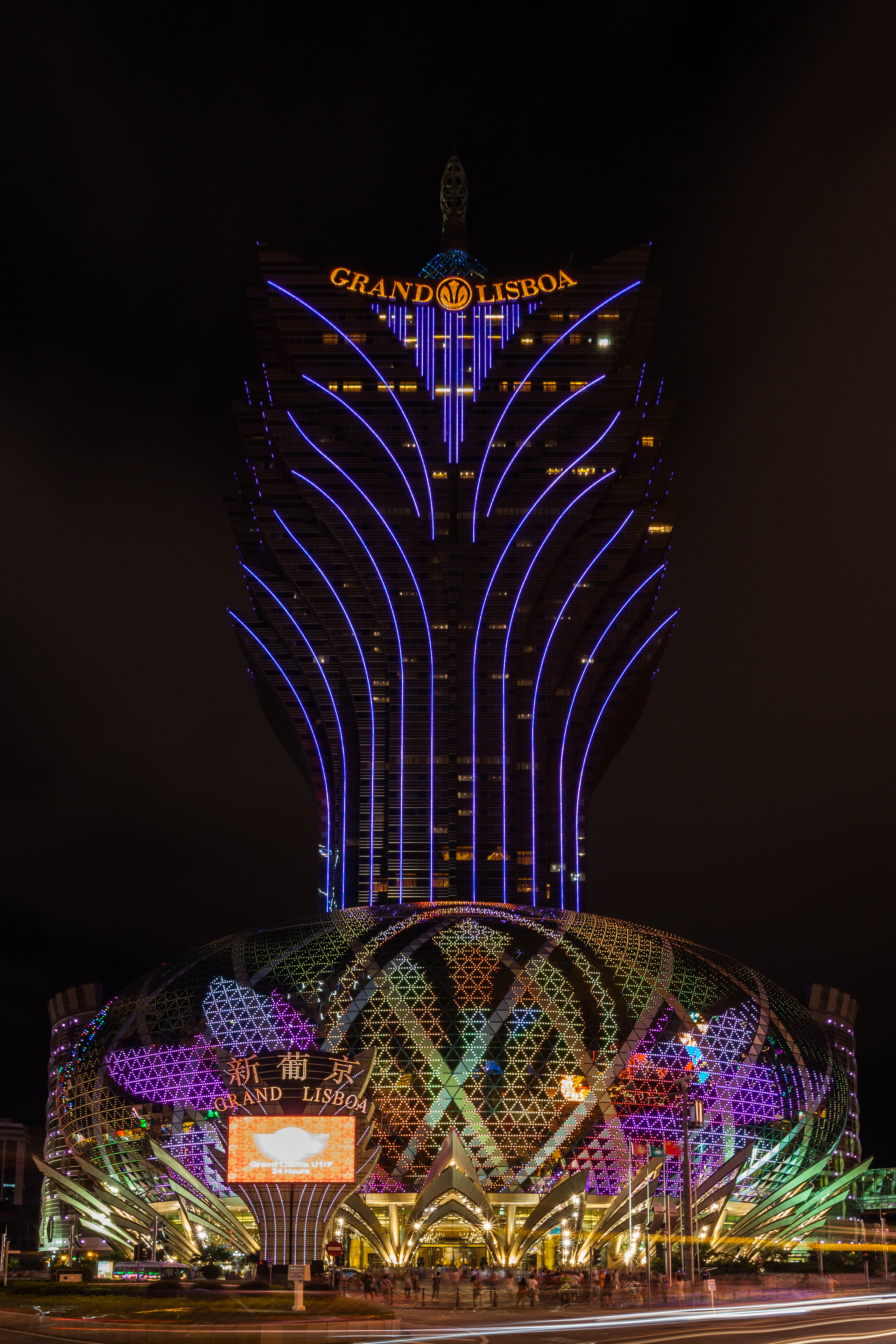
Vue du casino Grand Lisboa, la nuit.
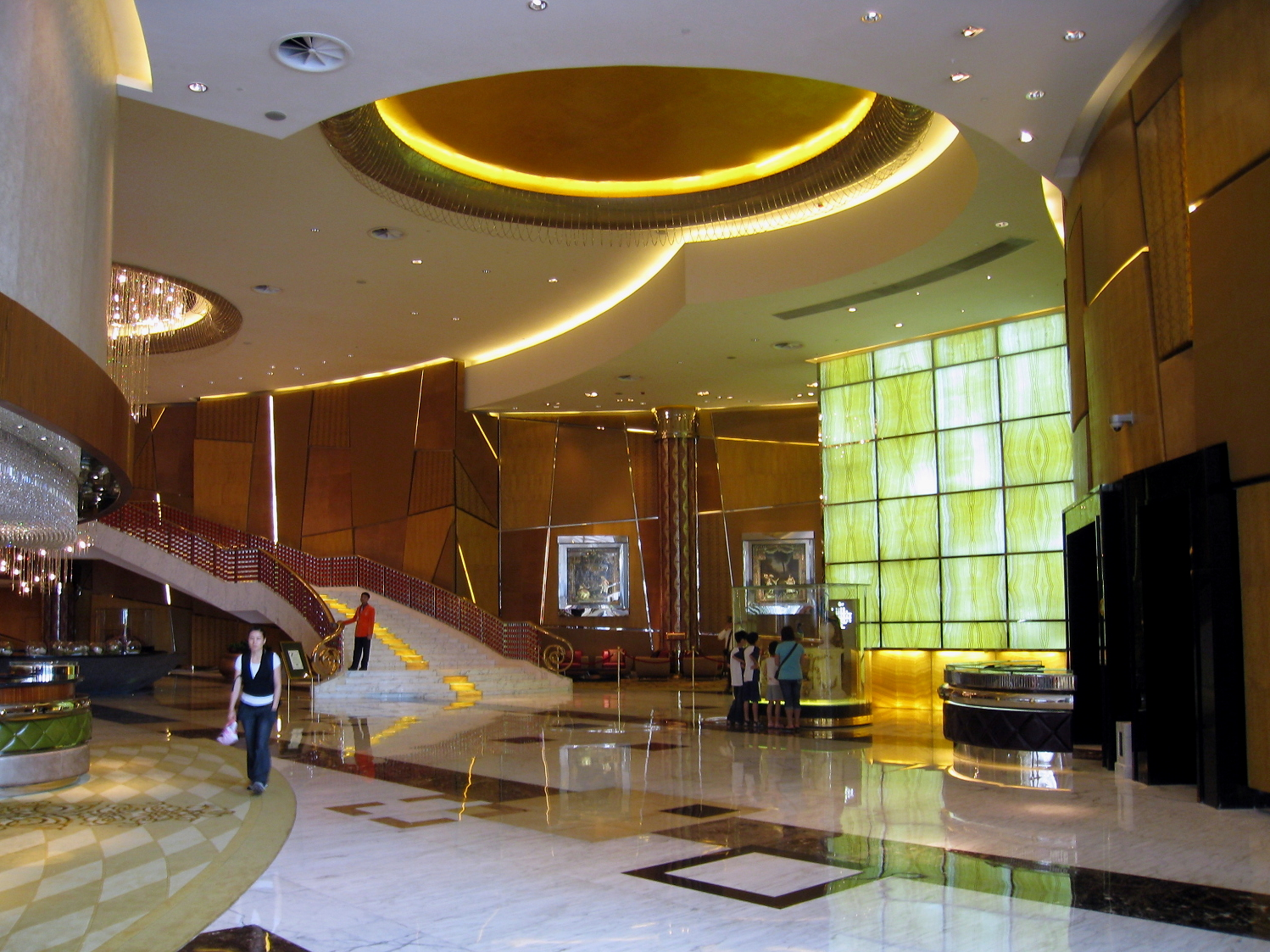
Entrée de l'hôtel.
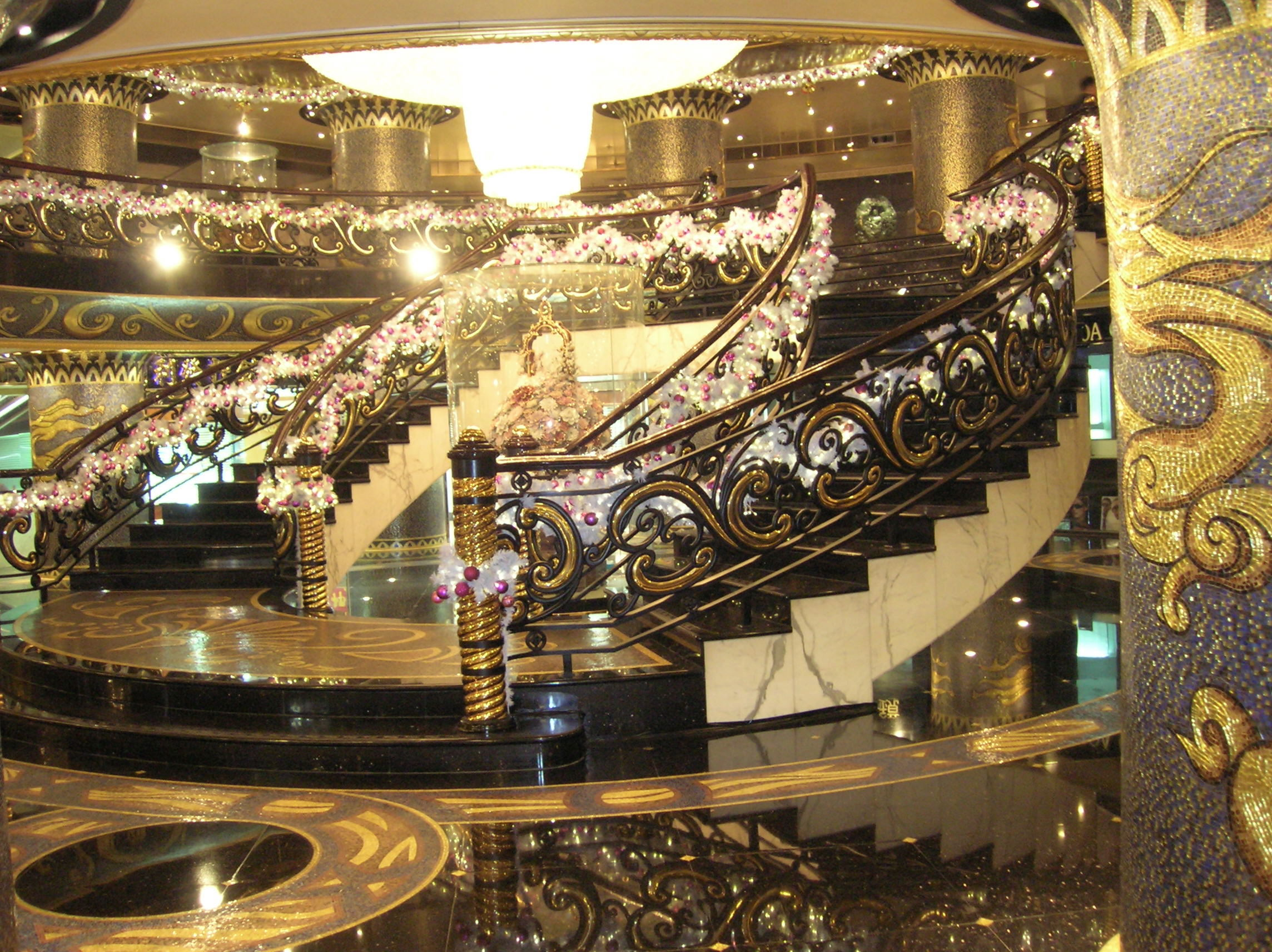
Intérieur de l'hôtel.
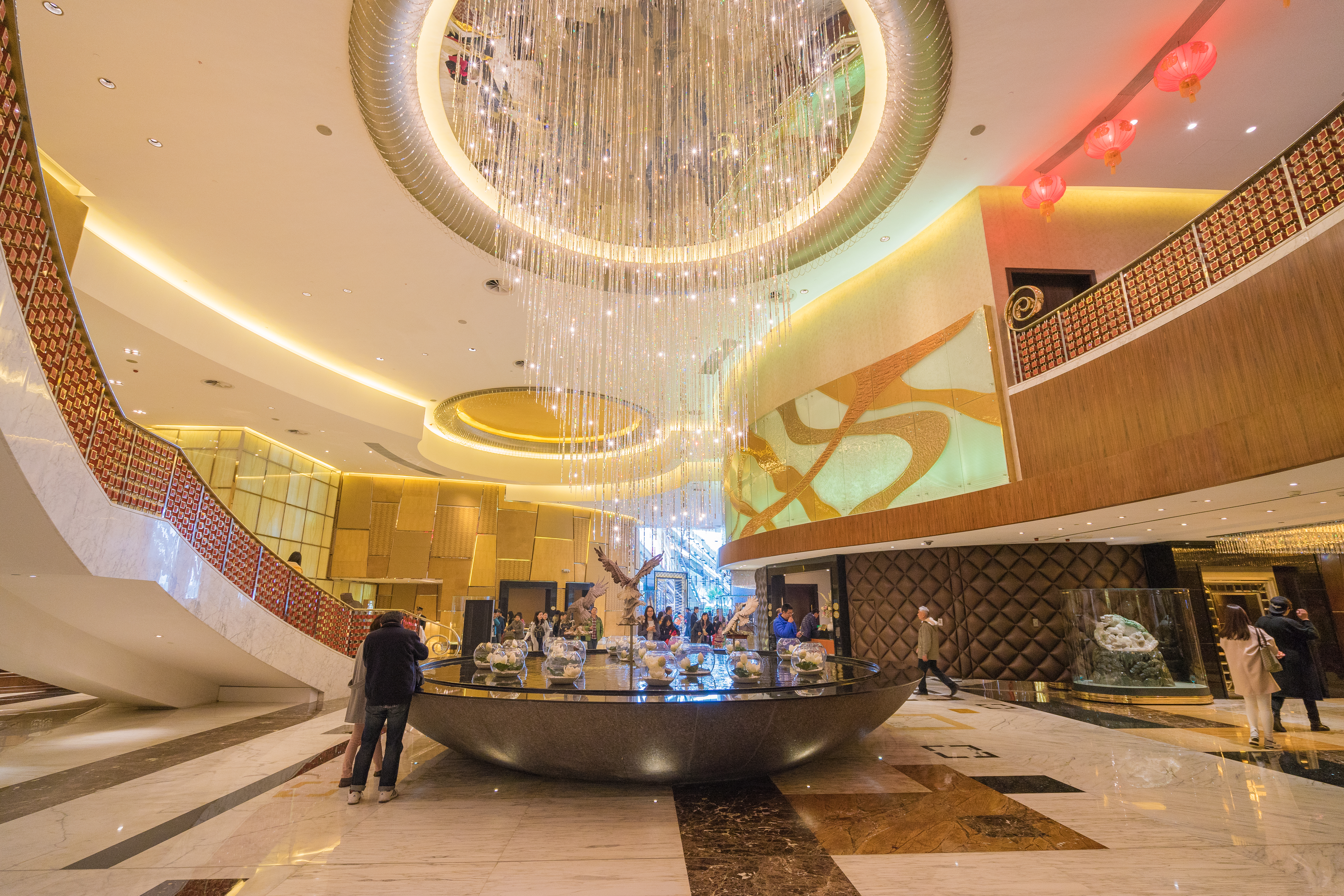
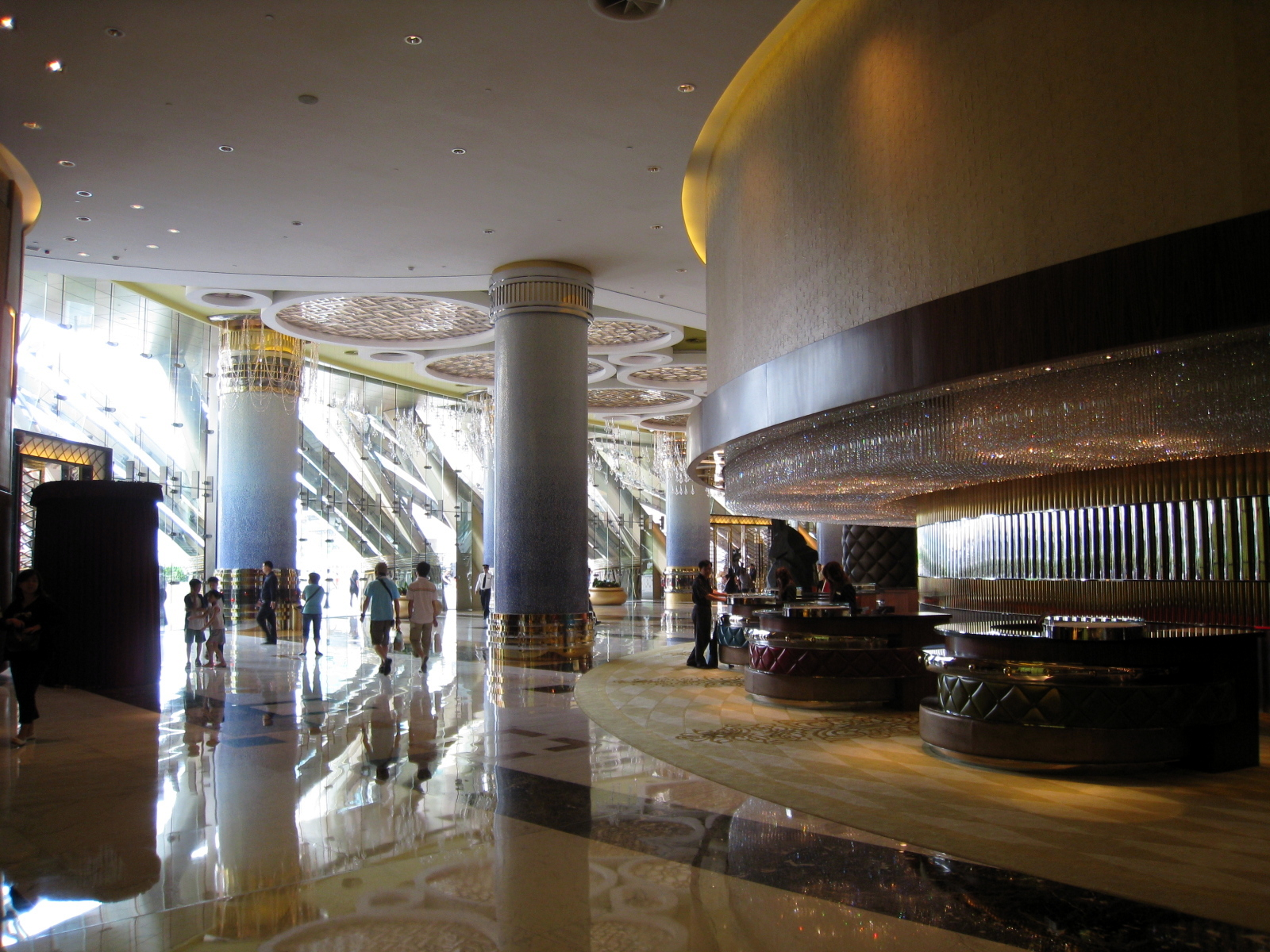
Couloir du Grand Lisboa.
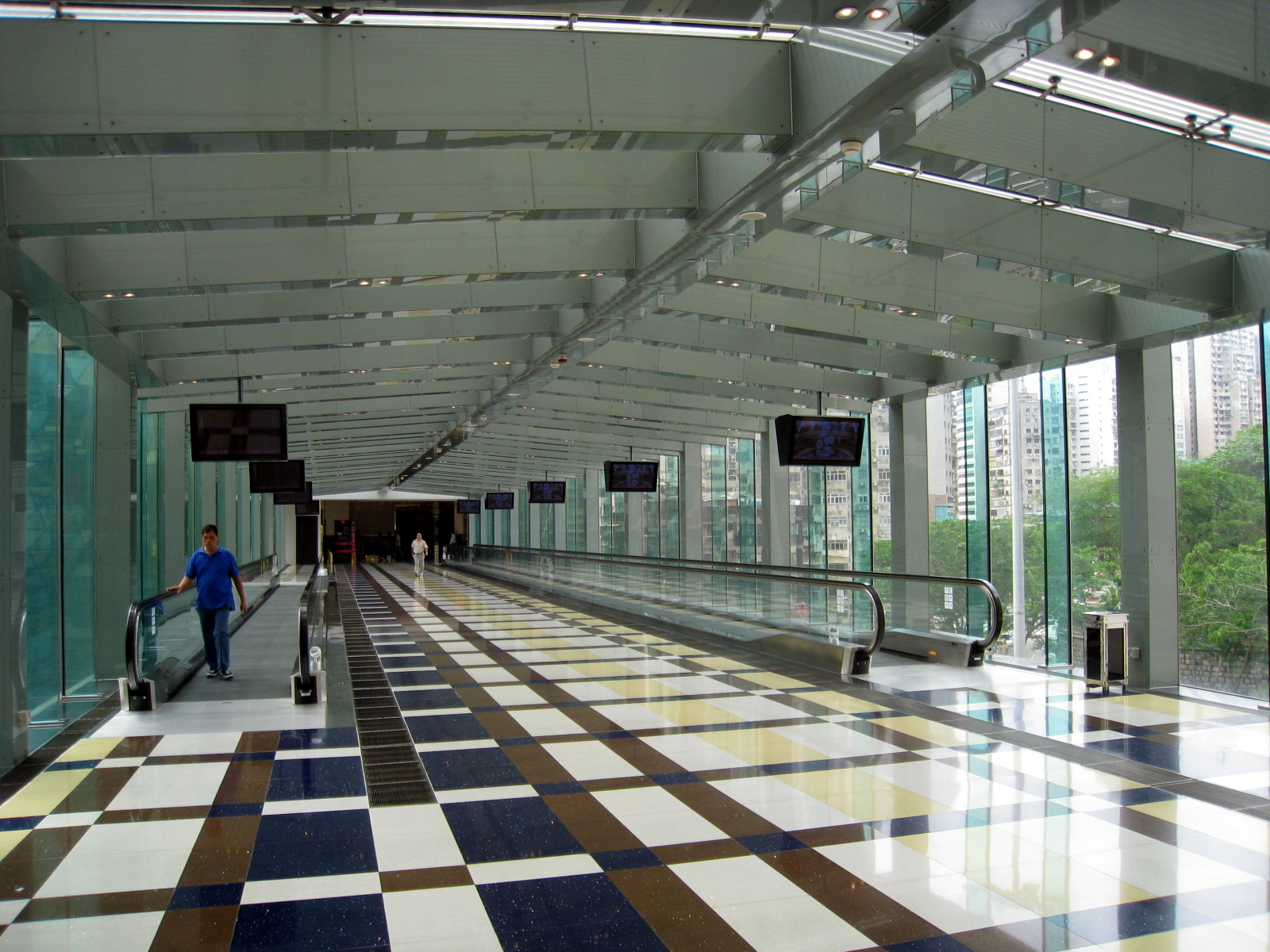
Le pont du Grand Lisboa.
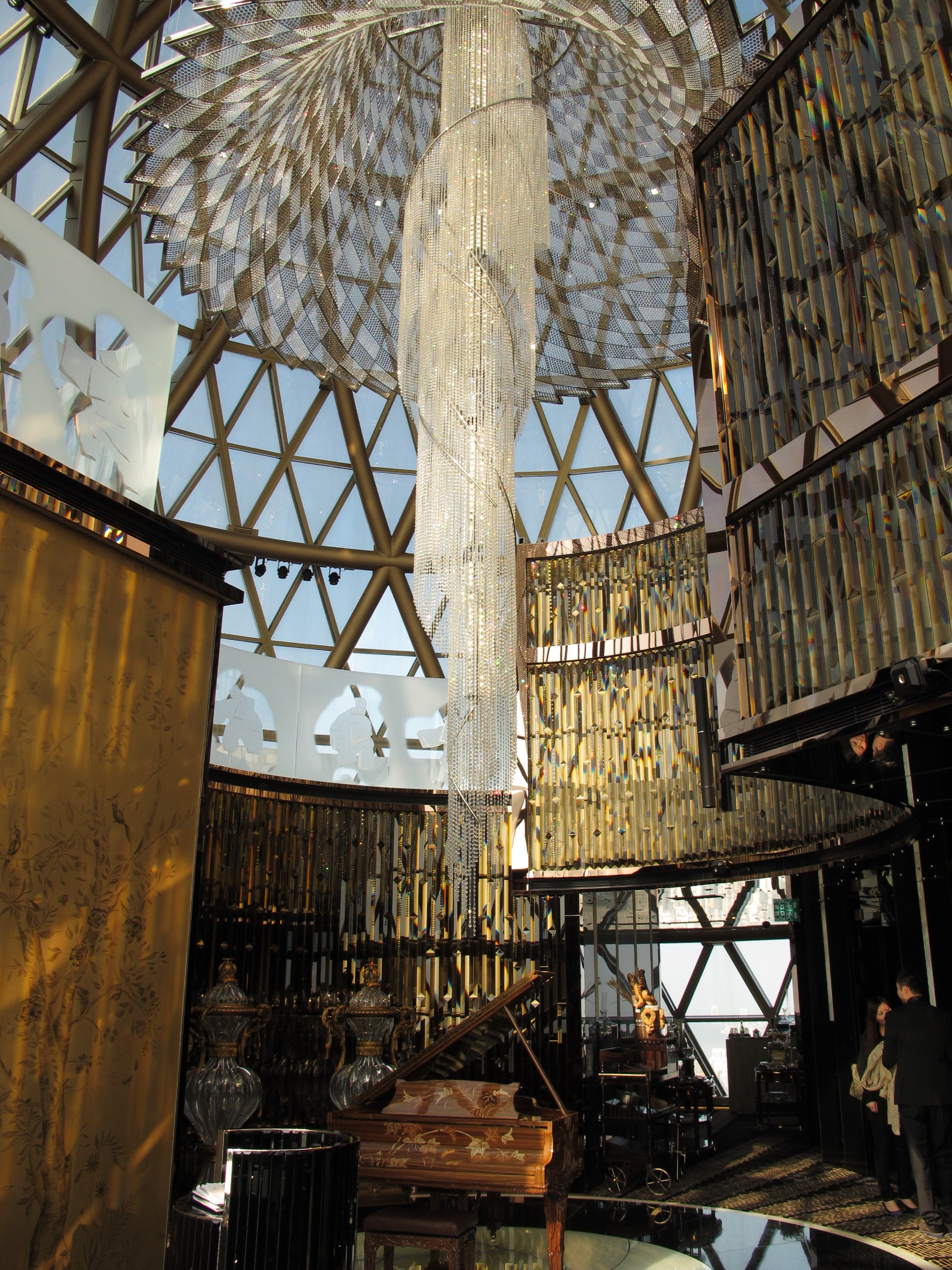
Intérieur de Robuchon au Dôme.
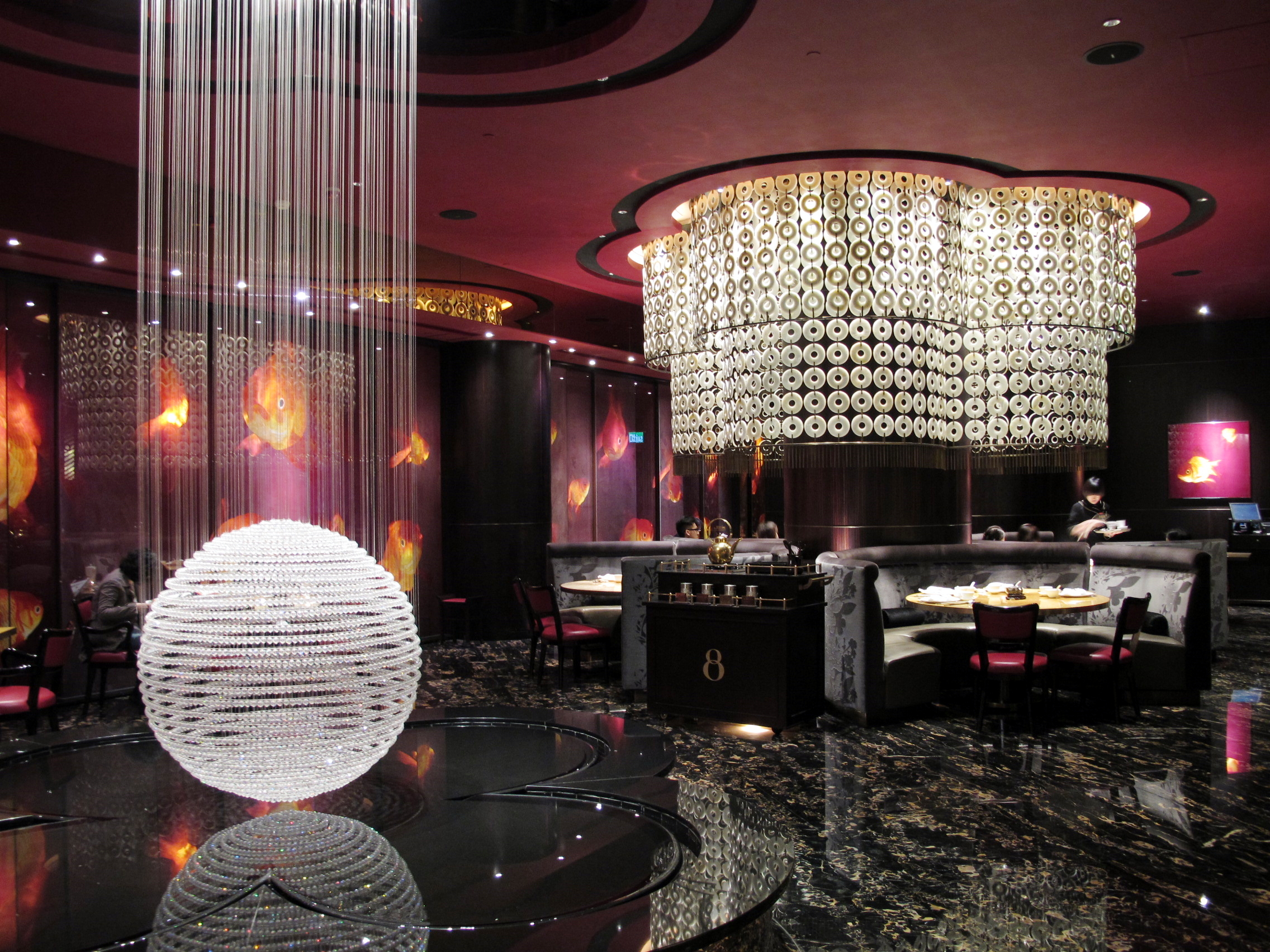
Intérieur du restaurant.